# Zdeněk Pluhař
Zdeněk Pluhař (16. května 1913 Brno – 18. června 1991 Praha) byl český spisovatel, představitel socialistického realismu.

## Život

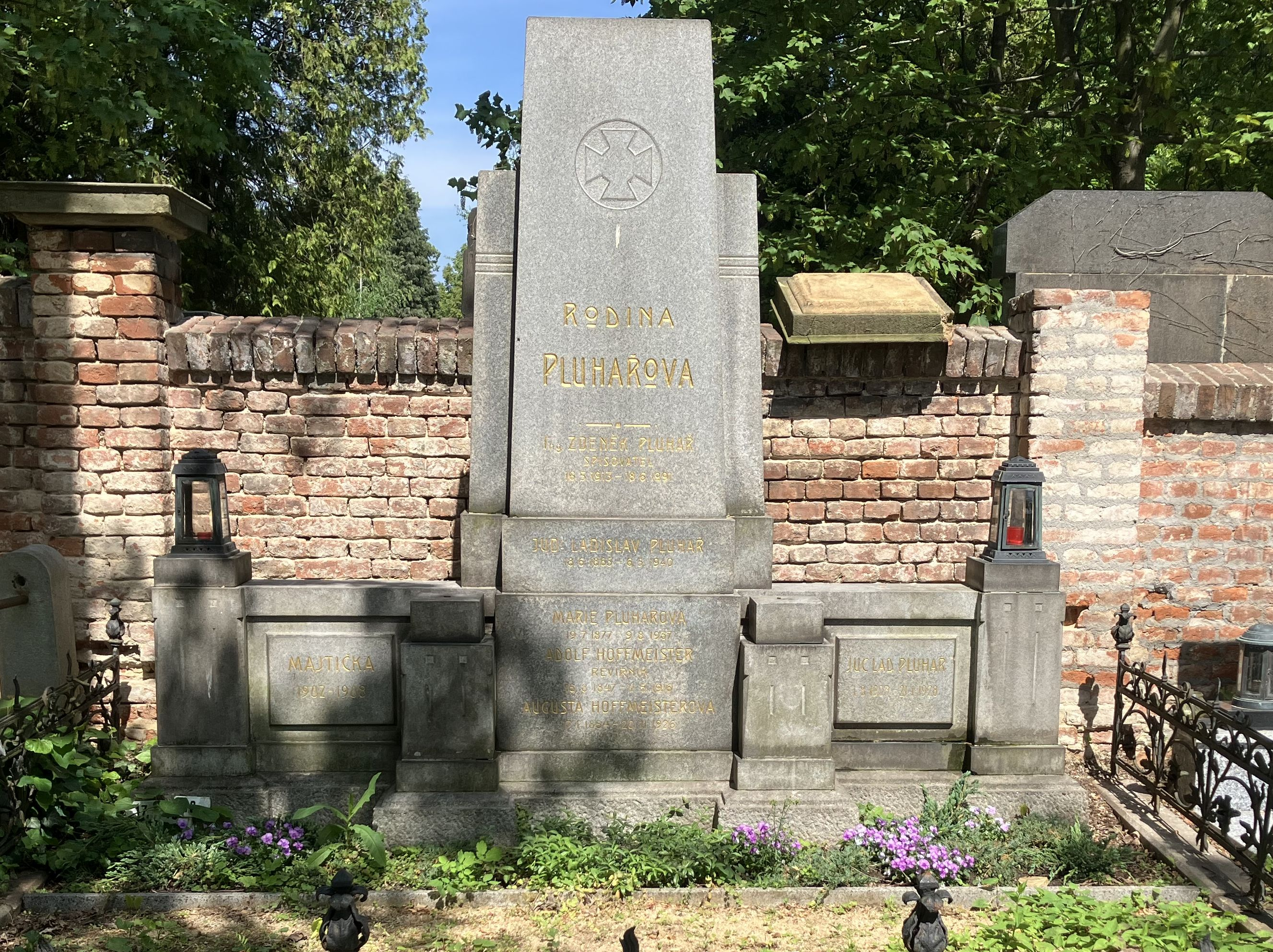
Hrob Zdeňka Pluhaře

Narodil se v rodině významného právníka a politika Ladislava Pluhaře. Vystudoval reálku v Brně, poté se roku 1937 stal stavebním inženýrem. Za druhé světové války byl vězněn nejprve v Brně, poté v Terezíně a nakonec na Pankráci.
Po válce pracoval jako stavbyvedoucí, poté se v roce 1952 stal konstruktérem. Od roku 1956 působil jako spisovatel z povolání. V letech 1975–1980 byl dramaturgem Filmového studia Barrandov. V roce 1982 získal titul národní umělec.
Zemřel v roce 1991 a je pohřben na Ústředním hřbitově v Brně, sk. 54/hr. 17-9.

## Dílo
- Člověk staví, 1944
- Kříže rostou k Pacifiku, 1947 – román s příběhy z výstavby první transamerické železnice, spojující východní a západní pobřeží Severní Ameriky.
- Mraky táhnou nad Savojskem, 1949 – dobrodružný román, kde se prolíná milostný příběh s partyzánským odboje ve Francii
- Bronzová spirála, 1953 – román o českém vynálezci lodního šroubu Josefu Resslovi
- Modré údolí, 1954 – budovatelský román, autor čerpal vlastních zkušeností na stavbě Vírské přehrady
- Voda slouží člověku, 1956
- Opustíš-li mne, 1957 – román je příběhem tří mladých lidí, kteří emigrují (1948). V názvu použit verš Dykovy básně Země mluví
- Ať hodí kamenem, 1962 – Název románu parafrázuje biblický verš „Kdo z vás je bez hříchu, první hoď na ni kamenem!“ (Jan 8:7)
- Vzpoura na Panteru, 1967
- Minutu ticha za mé lásky, 1969
- Konečná stanice, 1971 – vypráví o několika lidských osudech z prostředí domova důchodců
- Skleněná dáma, 1973
- Jeden stříbrný, 1974 – sonda do života party lesních dělníků ve slovenských horách, kam na počátku 2. světové války začínají pronikat praktiky klerofašitického Slovenského státu.
- Devátá smrt, 1977
- Bar u ztracené kotvy, 1979 – příběh českého stavebného inženýra ve Francii po 2. světové válce
- V šest večer v Astorii, 1982
- Opona bez potlesku, 1985 – román zobrazuje poměry a lidské osudy v oblastním divadle na začátku 50. let
- Měšťanský dům, 1989 – románová kronika z období první republiky, děj se odehrává v Brně